# Hembygdsmuseum

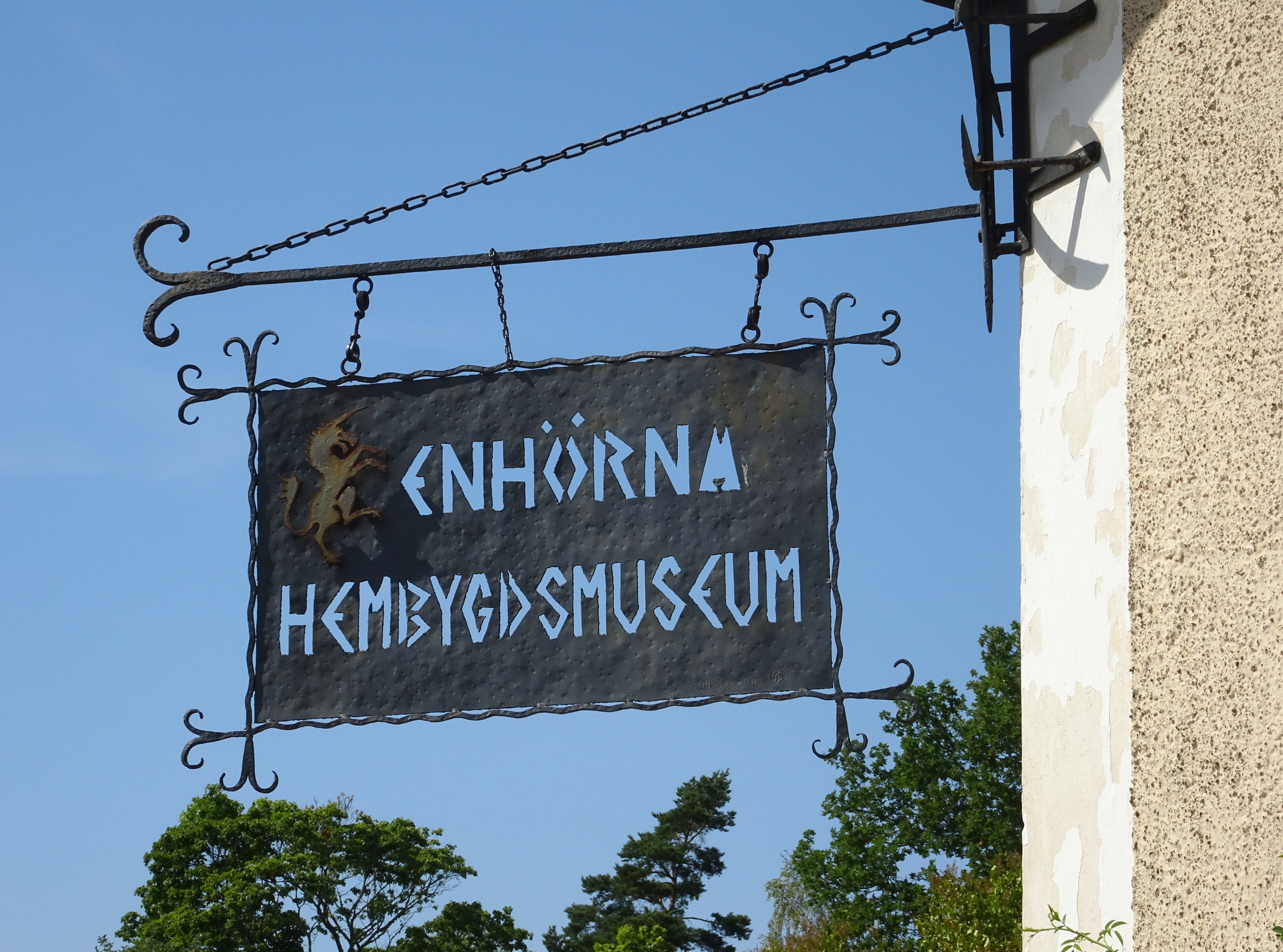
Enhörna hembygdsmuseum.

Ett hembygdsmuseum är ett lokalhistoriskt museum med uppgift att tydliggöra bygdens historia. Detta görs med hjälp av autentiska föremål, fotografier och dokument. Museet är ofta inrymt i en hembygdsgård.

## Hembygdsmuseer i Sverige
Vanligast är hembygdsmuseer med föremål från 1800-talets självhushåll samt ortens näringsliv och skolor. I regel sköter den lokala hembygdsföreningen hembygdsmuseet, ofta på frivillig basis. Museets lokaler finns ofta i för bygden historiska byggnader som ägs eller förvaltas av föreningen. Hembygdsföreningen är medlem i en regional hembygdsförening som i sin tur är medlem i Sveriges Hembygdsförbund.

## Hembygdsmuseer i Finland
I Finland ansvarar oftast kommuner eller lokala organisationer för hembygdsmuseerna.

## Exempel på svenska hembygdsmuseer
- Bygdemuseet Ornö sockenstuga
- Enhörna hembygdsmuseum
- Nacka hembygdsmuseum
- Nyboda hembygds- och skolmuseum
- Sankt Anna skärgårdsmuseum
- Skärgårdsmuseet, Värmdö
- Skärgårdsmuseet i G:a Oxelösund